# لجنة اعتماد المدارس والكليات المهنية
لجنة اعتماد المدارس والكليات المهنية (ACCSC) هي منظمة خاصة غير ربحية في الولايات المتحدة التي تمنح الاعتماد للمؤسسات التعليمية الخاصة ما بعد الثانوية. وهي معترف بها من قبل وزارة التعليم الأمريكية باعتبارها وكالة اعتماد مستقلة. أنشئت في عام 1965 ومقرها في أرلينغتون بولاية فرجينيا.

## نبذة
تحدد وزارة التعليم الأمريكية نطاق الاعتراف ببرنامج ACCSC باعتماد المؤسسات الخاصة ما بعد الثانوية التي تقدم برامج غير جامعية أو درجة الزمالة ودرجة البكالوريوس والماجستير في البرامج التي «غالبا ما يتم تنظيمها لتعليم الطلاب للمهن المهنية والتجارية والتقنية والمؤسسات التي تقدم برامج عن طريق التعليم عن بعد».
اعتبارا من عام 2010 ذكرت ACCSC أنها مددت الاعتماد إلى 789 مدرسة مع التحاق مشترك لأكثر من 250,000 طالب وطالبة.
تم التشكيك في اجتهاد اللجنة عندما تم الكشف عن أن جامعة نورثرن نيو جيرسي والتي تم اعتمادها من قبل اللجنة لم تقدم أي دروس. حيث كانت المنظمة واجهة يستخدمها المحققون الفيدراليون للقبض على المجرمين المتورطين في تزوير تأشيرات الطلاب. مازالت محل استغراب في كيفية تمكنت هذه المؤسسة من تلبية معايير الاعتماد الموثوقة.